# Urning

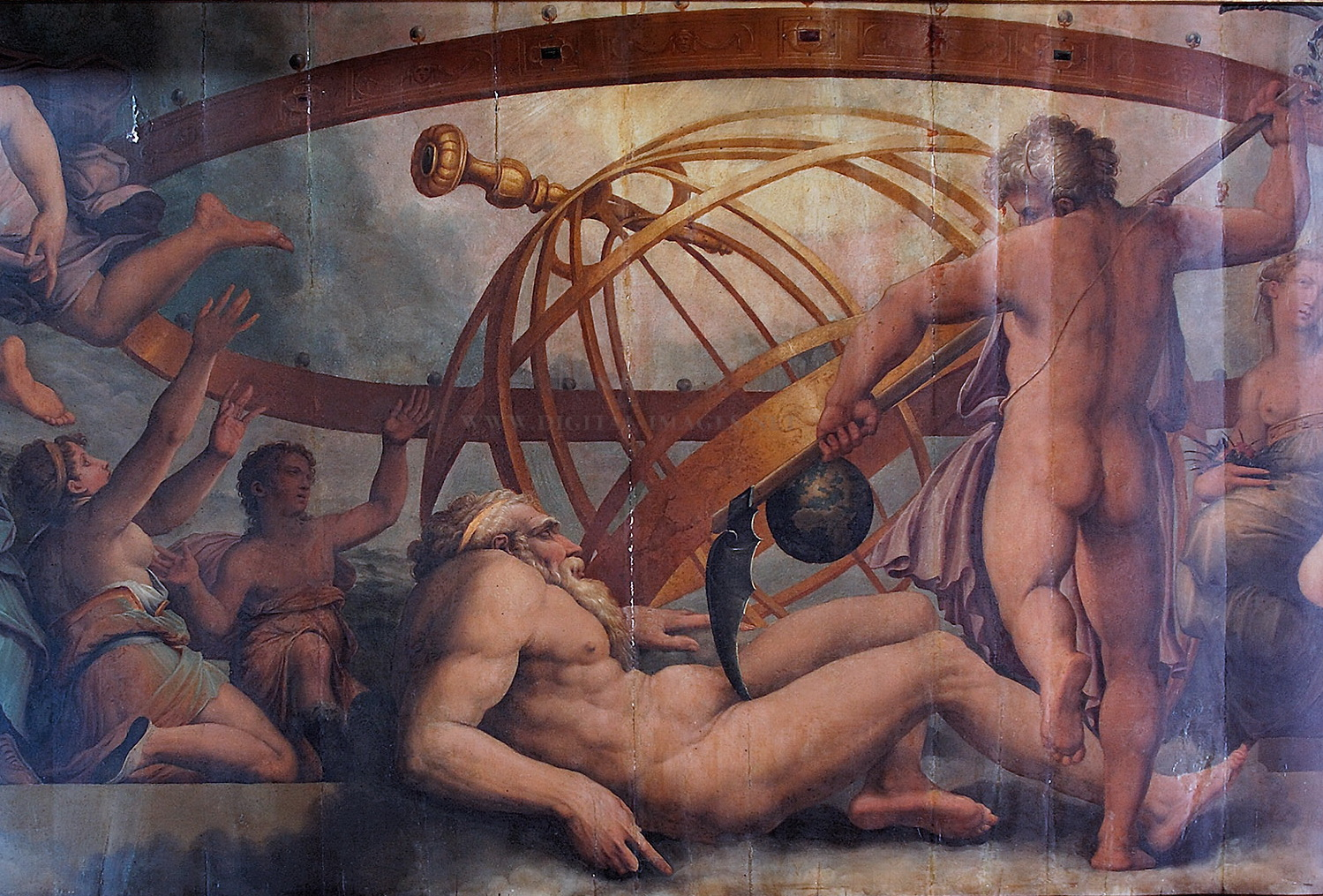
Kronos okaleczający Uranosa

Urning – XIX-wieczne określenie homoseksualisty zaproponowane przez Karla Ulrichsa.
W XIX wieku nie wyróżniano jeszcze początkowo homoseksualizmu jako osobnej kategorii, ale miłość pomiędzy mężczyznami zaliczano do grupy zachowań nie mieszczących się w przyjętych normach zachowań. Miłości pomiędzy kobietami nie poświęcano wiele uwagi, natomiast miłość męsko-męska podlegała karze. Określano ją mianem sodomii i występku przeciwko naturze. Inny punkt widzenia zaprezentował Heinrich Hössli, używając pojęcia miłości Greków i wprowadzając pojęcie płci duszy, jednak jego tekstu zakazano. Później w części państw niemieckich, między innymi w Hanowerze, gdzie żył Ulrichs, zliberalizowano prawo, jednak jednoczenie się Niemiec wiązało się z ponownym przyjęciem penalizacji, tak jak w Prusach, gdzie za stosunek płciowy pomiędzy mężczyznami groziło 5 lat więzienia.
Ulrichs nie zgadzał się z konserwatywnym poglądem przyjmowanym za pruskim prawem. Swoją koncepcję wyłożył w serii publikacji, najpierw anonimowo pod pseudonimem Numa Numantius, później też pod swym własnym nazwiskiem.
Podobnie jak wcześniej Hössli,  Ulrich również pragnął jednak zachować zasadę komplementarności, mówiącą, że pożądanie rodzi się pomiędzy osobami przeciwnej płci, i również odwołał się do starożytnej Grecji, zarówno do jej filozofii, jak i do mitologii. Pomysł zaczerpnął z dialogu Uczta autorstwa Platona. Dyskutuje się w nim o miłości, nawiązując między innymi do bogini miłości, Afrodyty.
W mitologii greckiej nie było jednolitej wersji mitu na temat pochodzenia Afrodyty. Jedna z wersji przedstawia ją jako córkę Zeusa i Dione. Inna natomiast podaje, że powstała z odciętych przez Kronosa narządów rodnych Uranosa (bóstwa nieba), które wpadły do morza. Filozof grecki rozróżnił zatem dwie Afrodyty: jedną niebiańską, zrodzoną z boga nieba, drugą zaś wszeteczną, córkę Zeusa i Dione. Każda z nich symbolizuje inny rodzaj miłości. Afrodyta niebiańska wiąże się z miłością, jaką mężczyzna obdarza chłopca, wszeteczna zaś oznacza miłość mężczyzny i kobiety. Mężczyzna podlegający jednej lub drugiej zwie się zaś Urningiem lub Dioningiem. Jednakże zgodnie z poglądem o komplementarności płci mężczyzna nie może kochać mężczyzny. Ulrichs uznaje więc w swej publikacji z 1864, że Urning nie jest mężczyzną. Określa go jako raczej rodzaj żeńskiej istoty w obszarze uczuć, pociągu miłosnego, naturalnego temperamentu oraz talentów. Jeśli jednak Urning nie jest mężczyzną, pojawia się natychmiast pytanie, kim jest. W efekcie Ulrichs wyróżnia 3 płcie: Urningów (odpowiadających najbardziej dzisiejszym homoseksualistom), Dioningów (dzisiejszych mężczyzn heteroseksualnych) i Dioningijki (dzisiaj kobiety heteroseksualne). Pisząc swe wcześniejsze prace, autor wątpił w istnienie miłości między kobietami. Jednakże dalsze badania dostarczyły mu dowodów na jej istnienie. W 1865 rozbudował swą klasyfikację płci, wprowadzając Urninginki, czyli kobiety podlegające uranizmowi i Uranodionizm (odpowiednik dzisiejszej biseksualności).
Ulrichs poszedł jeszcze dalej w swej klasyfikacji. Pierwotnie przypisywał Urningowi kobiece upodobania i zachowanie. W 1865 wprowadził doń uranizm bez cech feminizacji zachowania i charakteru, wprowadzając określenie Mannling. Sfeminizowanego Urninga nazwał zaś Weiblingiem. Pomiędzy Manliniem i Weiblingiem wprowadził także stadium pośrednie Urninga. Zaliczających się do niego nazwał Intermediares. Analogicznie wprowadził dionizm cechujący się kobiecymi zwyczajami i charakterem, wprowadził też podział Uranodionizmu na typ koniunktywny i dysjunktywny. W efekcie Urning staje się jedną z 7 wyróżnianych przez autora płci, dzieląc się jeszcze na 3 podkategorie.
Powstawanie Urnigów wyjaśnia Ulrichs, rozdzielając tworzenie się płci anatomicznej oraz popędu płciowego. Uważa, że odmienne czynniki decydują o ukształtowaniu się jednego i drugiego. Nie zawsze muszą one działać ze sobą zgodnie, choć zazwyczaj tak się dzieje. Ich niezgodne działanie powoduje powstanie Urninga. Autor porównuje ten stan do hermafrodytyzmu, jednak nie w sensie narządów typowych dla obojga płci. Analogiczne pojęcie dotyczące niezgodności pomiędzy narządami, a upodobaniami, mentalnością, charakterem określono hermafrodytyzmem psychofizycznym. Powstały także pojęcia hermafrodytyzm duszy i wewnętrzna androgynia. Zaznacza się tutaj rozróżnienie na płeć anatomiczną, psychiczną i popęd płciowy związany z orientacją seksualną.
Pogląd Ulrichsa niesie za sobą pewne implikacje prawne. Uznaje on przede wszystkim, że miłość pomiędzy mężczyznami ma charakter wrodzony, podobnie jak w przypadku pomiędzy miłością mężczyzny i kobiety. Co więcej, autor szacował, że podlegało jej w Niemczech w jego czasach 200000 osób. Postulował wobec tego wyłączenie opisywanych przez siebie zjawisk z kategorii sodomii i bezkarność stosunków pomiędzy mężczyznami.
Wprowadzone przez Ulrichsa terminy nie spotkały się z życzliwym przyjęciem, również wśród homoseksualistów. Klasyfikacja została zapomniana. Do obiegu weszły natomiast inne terminy, jak pederastia, sprzeczne odczucia seksualne czy inwersja seksualna, w końcu zaś używany współcześnie termin homoseksualizm.